# Slätthögs distrikt
Slätthögs distrikt är ett distrikt i Alvesta kommun och Kronobergs län. Distriktet ligger norr om Alvesta. 

## Tidigare administrativ tillhörighet
Distriktet inrättades 2016 och utgörs av socknen Slätthög i Alvesta kommun.
Området motsvarar den omfattning Slätthögs församling hade 1999/2000.